# A Day at the Races
A Day at the Races je v pořadí 5. studiové album britské rockové skupiny Queen, které bylo vydané v roce 1976.

## Seznam skladeb

### První strana
1. „Tie Your Mother Down“ (Brian May) – 4:47
2. „You Take My Breath Away“ (Freddie Mercury) – 5:08
3. „Long Away“ (May) – 3:33
4. „The Millionaire Waltz“ (Mercury) – 4:54
5. „You and I“ (John Deacon) – 3:25

### Druhá strana
1. „Somebody to Love“ (Mercury) – 4:56
2. „White Man“ (May) – 4:59
3. „Good Old-Fashioned Lover Boy“ (Mercury) – 2:54
4. „Drowse“ (Roger Taylor) – 3:45
5. „Teo Torriatte (Let Us Cling Together)“ (May) – 5:57

Bonusové písně přidáné při vydání firmou Hollywood Records v roce 1991
1. „Tie Your Mother Down (1991 Bonus Remix by Matt Wallace)“ (May) – 3:44
2. „Somebody To Love (1991 Bonus Remix by Randy Badazz)“ (Mercury) – 5:00

### Singly
Singly z alba A Day at the Races
1. „Somebody to Love / White Man“
Vydáno: 12. listopadu 1976
2. „Tie Your Mother Down / You and I“
Vydáno: 4. března 1977
3. „Teo Torriatte (Let Us Cling Together) / Good Old-Fashioned Lover Boy“
Vydáno: 25. března 1977[pozn. 1]
4. „Good Old-Fashioned Lover Boy; Death on Two Legs (Dedicated to…) / Tenement Funster; White Queen (As It Began)“
Vydáno: 20. května 1977[pozn. 2]
5. „Long Away / You and I“
Vydáno: 7. června 1977[pozn. 3]